# موراکوو
موراکوو (به لاتین: Morakovo) یک منطقهٔ مسکونی در مونته‌نگرو است که در شهرداری نیکشیچ واقع شده‌است. موراکوو ۳۳۶ نفر جمعیت دارد.